# Rickenbach (Thurgau)
Rickenbach (TG) is een gemeente en plaats in het Zwitserse kanton Thurgau, en maakt deel uit van het district Münchwilen.
Rickenbach telt 2400 inwoners.